# Ranunculus confervoides
Ranunculus confervoides — вид трав'янистих рослин родини Жовтецеві (Ranunculaceae), поширений у Північній Америці та Євразії.

## Таксономічні примітки
Майже всі сучасні фенноскандійські польові ботаніки приймають Ranunculus confervoides як вид і спростовують — як теоретичні міркування на основі погано збережених або неповних зразків гербарію — континентальні європейські спроби звести його до раси R. aquatiilis або R. trichophyllus. Вони також спростовують спроби дослідників з Північної Америки описати його як різновид R. aquatilis чи расу R. circinatus. Делімітація іноді важча серед R. peltatus, R. aquatilis, R. trichophyllus, R. circinatus, ніж між R. confervoides та іншими.

## Характерні ознаки
Мала рослина з укоріненим стеблом. Листки помітно коротші, ніж міжвузля, чи рівні їм, 2–3 см діаметром. Квітконіжки в 2–3 рази довші ніж листки. Квіти дрібні — 5–8(10) мм в поперечнику з продовгувато-оберненояйцевидими пелюстками з 5 поздовжніми жилами. Пелюстки вдвічі довші ніж чашолистки. Тичинок в основному 8. Сім'янок до 16 у головці.

## Поширення
Північна Америка: Ґренландія, пн. Канада, Аляска — США. Азія: Далекий Схід, Сибір; Європа: північна й західна частини. Росте в озерах і нешвидких ріках.